# Víktor Popenko
Víktor Ivànovitx Popenko, més conegut com a Víktor Popenko (rus: Виктор Иванович Попенко)  (Kaliningrad, 26 de novembre de 1952), és un antic pilot de motocròs rus de renom internacional durant la dècada del 1970. Ha passat a la història del motocròs arran de la controvertida final del campionat del món de 250cc de 1974, al Gran Premi de Suïssa, quan com a membre de la delegació soviètica va intentar fer fora de la cursa el màxim aspirant al títol, Jaroslav Falta. La seva discutida maniobra, durant la qual va intentar d'atropellar el txec, ha quedat en la memòria d'aquest esport amb el nom de Popenko T-Bone.

## Palmarès
Popenko va debutar en motocròs a només 15 anys, el 1967, en una cursa a Txerniakhovsk (óblast de Kaliningrad). Tot i no tenir encara el permís de conduir, va guanyar la prova i va iniciar així una reeixida carrera que li reportà nombrosos èxits, entre ells:
- 2 vegades Campió de l'URSS Juvenil en 125cc (1969-1970)
- 2 vegades Campió de l'URSS en 250cc (1983-1984)
- 4 vegades Campió de l'Espartaquíada dels Pobles de l'URSS (1970, 1975, 1979 i 1983), com a membre de la selecció de l'RSFSR
- 7 vegades Campió de la RSFSR:
  - 125cc: 1979
  - 250cc: 1973 i 1976
  - 350cc: 1982
  - 500cc: 1976-1978
- Subcampió al Trophée des Nations de 1972 i tercer el 1973 com a membre de la selecció soviètica
- Tercer al Motocross des Nations de 1973 i 1974 com a membre de la selecció soviètica
- Altres:
  - 2 vegades Subcampió de l'URSS de motocròs en 500cc (1974-1981)
  - 3 vegades tercer al Campionat de l'URSS de 125cc (1973, 1978-1979)
  - Tercer al Campionat de l'URSS en 500cc (1977) i 350cc (1979)
  - Subcampió d'hivern de l'URSS en 125cc (1979)
  - 2 vegades guanyador del Motocròs de Kovrov (1976, 1979)[1]

### Resultats al Campionat del Món
Font:
| Any  | Motocicleta | 500cc | 250cc |
| ---- | ----------- | ----- | ----- |
| 1974 | ČZ          | 13è   | -     |
| 1975 | ?           | -     | -     |
| 1976 | KTM         | -     | 31è   |